# Durio zibethinus
Durio zibethinus (được gọi là Sầu riêng Đông Nam Á) là loài thực vật thuộc chi Sầu riêng phổ biến nhất.

## Chú thích

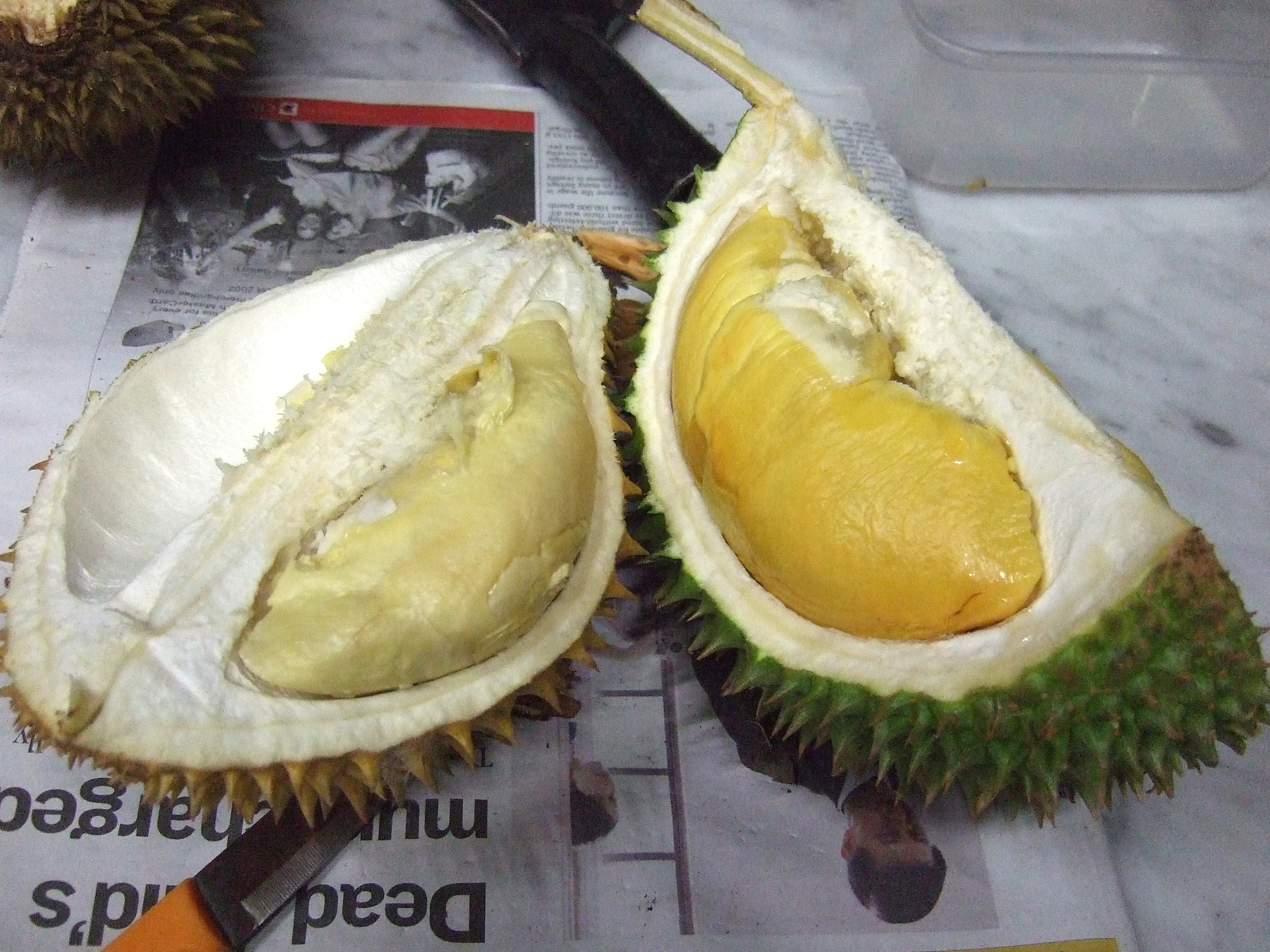
.